# Tito Barbieri
Tito Barbieri (Ripabottoni, 18 ottobre 1821 – Campobasso, 2 febbraio 1865) è stato un patriota italiano.

## Biografia
Fu tra gli animatori del partito che nella provincia di Campobasso cospirò contro il regime borbonico. Il 6 maggio 1852 fu rinviato a giudizio dalla Gran Corte Criminale per atti di cospirazione compiuti nel 1848 a Campobasso e per aver incitato gli abitanti di altri centri molisani ad armarsi contro l'autorità civile. Condannato a morte col terzo grado di pubblico esempio e dichiarato pubblico nemico, sfuggì alla pena riparando a Marsiglia. Più tardi, a Parigi, combatté nelle giornate del 1862.
Arrestato sulle barricate, si rifugiò nel Belgio e trovò poi amichevole asilo in Inghilterra. Amico di Giuseppe Mazzini, eseguì delicate missioni di propaganda per la Giovine Italia. Combatté per la libertà della Grecia e di nuovo fu esule a Costantinopoli, in Egitto, a Malta. Ufficiale delle guide garibaldine, combatté a Milazzo, in Calabria e nella battaglia del Volturno. 
Appassionato di armi, il Barbieri fu provetto schermitore: incrociò la sciabola con Garibaldi e durante l'esilio in Inghilterra aprì una scuola di scherma; a lui si attribuisce l'invenzione del fucile ad ago.
Morì il 2 febbraio 1865 a Campobasso, dove fu sepolto; sul suo sepolcro vennero incise le parole: Dalla caduta signoria, - condannato per ragioni di Stato – tre volte alla pena capitale, - la sfuggì esulando – visse vita penosissima ma sempre operosa – fu dei primi ad impugnare il forte suo braccio – a redenzione d'Italia – e s'ebbe dai suoi concittadini – plausi ed onori.
Lasciò al paese natale la sua casa, oggi sede del Municipio, ed il compendio di tutti i suoi beni.